# Owen Heary
Owen Heary, né le 4 octobre 1976 à Dublin en Irlande, est un footballeur irlandais devenu entraîneur de football. Il passe la majeure partie de sa carrière chez les Dublinois du Shelbourne Football Club. Il remporte le Championnat d'Irlande de football à sept reprises entre 2000 et 2009.

## Biographie

### Carrière de joueur
Owen Heary joue son tout premier match de championnat d'Irlande sous les couleurs du Kilkenny City Association Football Club lors d'un match contre les Bray Wanderers le 21 novembre 1993. Il a dix-sept ans.
À la fin de la saison 1993-1994, il signe au Home Farm Football Club où il reste quatre saisons. Il remporte le First Division Shield, compétition  au format de coupe regroupant les clubs de la First Division, la deuxième division nationale.
En 1998, il est recruté par le Shelbourne Football Club. Il remporte avec ce club cinq titres de champions d'Irlande entre 2000 et 2006 et une Coupe d'Irlande en 2000. Heary est alors un arrière latéral droit, dur dans ses tacles défensifs et qui aime se projeter vers l'avant en soutien de ses attaquants. Il est élu par ses pairs Footballeur irlandais de l'année 2002.
En 2007 il signe chez les voisins du Bohemian Football Club et devient une pièce maitresse de la défense qui conquiert deux titres de champions d'Irlande en 2008 et 2009. Lors du premier titre il est élu au sein de l'équipe de l'année du championnat au poste d'arrière droit. La saison 2009 est plus laborieuse puisque Heary souffre de blessures. Il dispute moins de vingt rencontres, mais est titulaire dans l'équipe qui remporte la Coups de la Ligue d'Irlande en battant Waterford United 3 buts à 1 sur son terrain. En octobre 2009, Heary est le capitaine de l'équipe des Bohs qui remporte pour la toute première fois le titre de champion d'Irlande pour la deuxième fois consécutivement. Il égale alors le record de Johnny Matthews avec sept titres de champion d'Irlande.
En 2010, la fin de saison est moins glorieuse. Les Bohemians emmenés par leur capitaine Heary perdent leur titre à la différence de buts.
Owen Heary arrête sa carrière de joueur en 2013. Au cours de sa carrière, il aura disputé 18 matchs en Ligue des champions (un but), 10 matchs en Ligue Europa, et 6 en Coupe Intertoto.

### Carrière d'entraîneur
Owen Heary commence à entraîner dès 2011. Alors qu'il joue encore en équipe première, il prend en charge l'équipe A qui dispute le A championship, un équivalent de compétition Espoirs pour les clubs du Championnat d'Irlande, et les moins de 19 ans des Bohemians. Au départ de Pat Fenlon, il devient l'adjoint d'Aaron Callaghan pour la saison 2012.
Après une saison 2013 très difficile qui voit le club de battre pour ne pas descendre en deuxième division, Callaghan est licencié. Heary est alors nommé entraîneur intérimaire en attendant la nomination d'un successeur.
En 2015, Owen Heary est nommé à la tête des Sligo Rovers. Il est remercié après quatre mois de compétition.
En 2016, après la démission de Kevin Doherty (en), heary est nommé à la tête du Shelbourne Football Club qui évolue en deuxième division.

## Palmarès
- Championnat d'Irlande (7)
  - Vainqueur en 1999-2000, 2001-2002, 2003, 2004 et 2006 avec le Shelbourne FC
  - Vainqueur en 2008 et 2009 avec le Bohemian FC

- Coupe d'Irlande (2)
  - Vainqueur en 1999-2000 avec le Shelbourne FC
  - Vainqueur en 2008 avec le Bohemian FC

- Coupe de la Ligue d'Irlande (1)
  - Vainqueur en 2009 avec le Bohemian FC

- Setanta Sports Cup (1)
  - Vainqueur en 2009-2010 avec le Bohemian FC

- Élu Footballeur irlandais de l'année en 2002